# Apófisis cigomática del hueso temporal
La apofisis cigomática del hueso temporal se origina por la unión de la porción vertical y horizontal de la concha o escama del temporal. Tiene una longitud de 2 y 1/2 cm a 3 cm; su altura media en la porción media es de 4 a 6 mm.
Cuenta con dos raíces. Una transversa o condilea (horizontal) y una vertical o longitudinal, de donde salen dos tubérculos. El tubérculo cigomático posterior situado por detrás de la cavidad glenoidea, por encima del conducto auditivo y el tubérculo cigomático anterior situado por delante de la cavidad de la cavidad glenoidea.

## Caras
- Cara externa-Convexa, se halla cubierta por la piel, que se desliza fácilmente por la misma.
- Cara interna- Cóncava, está en contacto con el músculo temporal.

## Bordes
- Borde superior- delgado y cortante, presta inserción a la aponeurosis del músculo temporal.
- Borde inferior- mucho más grueso, ligeramente cóncavo en sentido ánteroposterior, presta inserción al músculo masetero.

- Datos: Q4918599
- Multimedia: Zygomatic process of temporal bone / Q4918599